# Navia myriantha
Navia myriantha är en gräsväxtart som beskrevs av Lyman Bradford Smith. Navia myriantha ingår i släktet Navia och familjen Bromeliaceae. Inga underarter finns listade i Catalogue of Life.